# Senhora dos Remédios
Senhora dos Remédios là một đô thị thuộc bang Minas Gerais, Brasil. Đô thị này có diện tích 237,107 km², dân số năm 2007 là 10201 người, mật độ 43,2 người/km².